# Елена Австрийская (1543—1574)
Елена Австрийская (нем. Helena von Österreich; 7 января 1543 г. — 5 марта 1574 г.) — дочь императора Священной Римской империи Фердинанда I, эрцгерцогиня Австрии и основательница женского монастыря в Халль-ин-Тироль.

## Биография
Эрцгерцогиня Елена Австрийская родилась в Вене в эрцгерцогстве Австрия 16 февраля 1536 г. и была четырнадцатым ребёнком и десятой дочерью императора Священной Римской империи Фердинанда I и принцессы Анны Ягеллонки (1503—1503 гг.). 1547). У неё было строгое религиозное воспитание с сильным влиянием иезуитов.
Из-за её слабого здоровья отец счел её непригодной для брака, поэтому она стала монахиней в Халль-ин-Тироль в графстве Тироль, основав под наблюдением иезуитов женский монастырь в Холле со своими старшими сёстрами Магдалиной и Маргаритой. Она умерла 5 марта 1574 года в возрасте 31 года и была похоронена в местной иезуитской церкви (Jesuitenkirche).